# Hollow Press
Hollow Press è una casa editrice italiana specializzata in fumetti sperimentali e alternativi.
Creata da Michele Nitri nel 2015, si distingue per lo stile dark e macabro e per il particolare metodo di finanziamento, finalizzato alla rivendita delle tavole originali, tutte precedentemente acquistate dallo stesso Nitri.

## Storia
Hollow Press vede il suo debutto nell'ambiente editoriale nell'aprile 2014, quando il fondatore Michele Nitri produce il suo primo volume di U.D.W.F.G., una raccolta di cinque storie in serie di cinque diversi artisti. Alla fine di ottobre esce il secondo volume, con il quale vengono lanciate le action figure dei mostruosi protagonisti delle storie, scolpite da Marco Navas. Nel febbraio del 2015 nasce ufficialmente la Hollow Press, che ha poi pubblicato uno speciale dedicato a Shintarō Kago (Industrial Revolution and World War) e un "best of" di Tetsunori Tawaraya (Tetsupendium Tawarapedia).
L'agosto dello stesso anno esce il terzo U.D.W.F.G. mentre a settembre viene pubblicata una storia di 688 pagine intitolata Largemouths di Gabriel Delmas. Più tardi, a ottobre, alla galleria Irregular Rhythm Asylum di Tokyo, Hollow Press presenta una mostra alla quale partecipano sia Shintaro Kago che Testunori Tawaraya, mentre alla fine del mese la casa partecipa al Lucca Comics & Games, con Paolo Massagli e Gabriel Delmas come ospiti speciali.
A novembre, la casa ha pubblicato il primo fumetto del lucchese Paolo Massagli Toxic Psycho Killer.
Nel gennaio 2016 viene pubblicato il lavoro di Arallū The Dim Reverberation of the Chaosholder. A maggio viene stampato Tetsunori Tawaraya Crystal Bone Drive e Gabriel Delmas Fobo.
Per celebrare la pubblicazione di Tract di Shintaro Kago viene organizzata un'esposizione al Toronto Comics Art Festival.
Nel 2019 vince il premio Boscarato al Treviso Comic Book Festival come migliore realtà editoriale italiana.

## Autori

### Autori internazionali
- Mat Brinkman
- Plastiboo
- Alfred Pietroni
- Jesse Jacobs
- Al Columbia
- Miguel Ángel Martín
- Gabriel Delmas
- Tetsunori Tawaraya
- Shintarō Kago
- Daisuke Ichiba
- Arallū

### Autori italiani
- Paolo Bacilieri
- Paolo Massagli
- Ratigher
- Spugna
- Danilo Manzi
- David Genchi

## Pubblicazioni
- U.D.W.F.G. (Under Dark Weird Fantasy Grounds), 2014–2015
- U.D.W.F.G. presents SHINTARO KAGO – Industrial Revolution and World War, 2015
- Tetsupendium Tawarapedia, 2015
- Largemouths, 2015
- Toxic Psycho Killer, 2015
- The Dim Reverberation of the Chaosholder, 2016
- Crystal Bone Drive, 2016
- Fobo, 2016
- Tract, 2016
- The Rust Kingdom, 2017